# Wilamówka
Wilamówka [vilaˈmufka] est un village polonais de la gmina de Trzcianne dans le powiat de Mońki et dans la voïvodie de Podlachie. Il se situe à environ 10 kilomètres au nord de Trzcianne, à 12 kilomètres à l'ouest de Mońki et à 49 kilomètres au nord-ouest de Bialystok. 